# Downtown Line

Traject

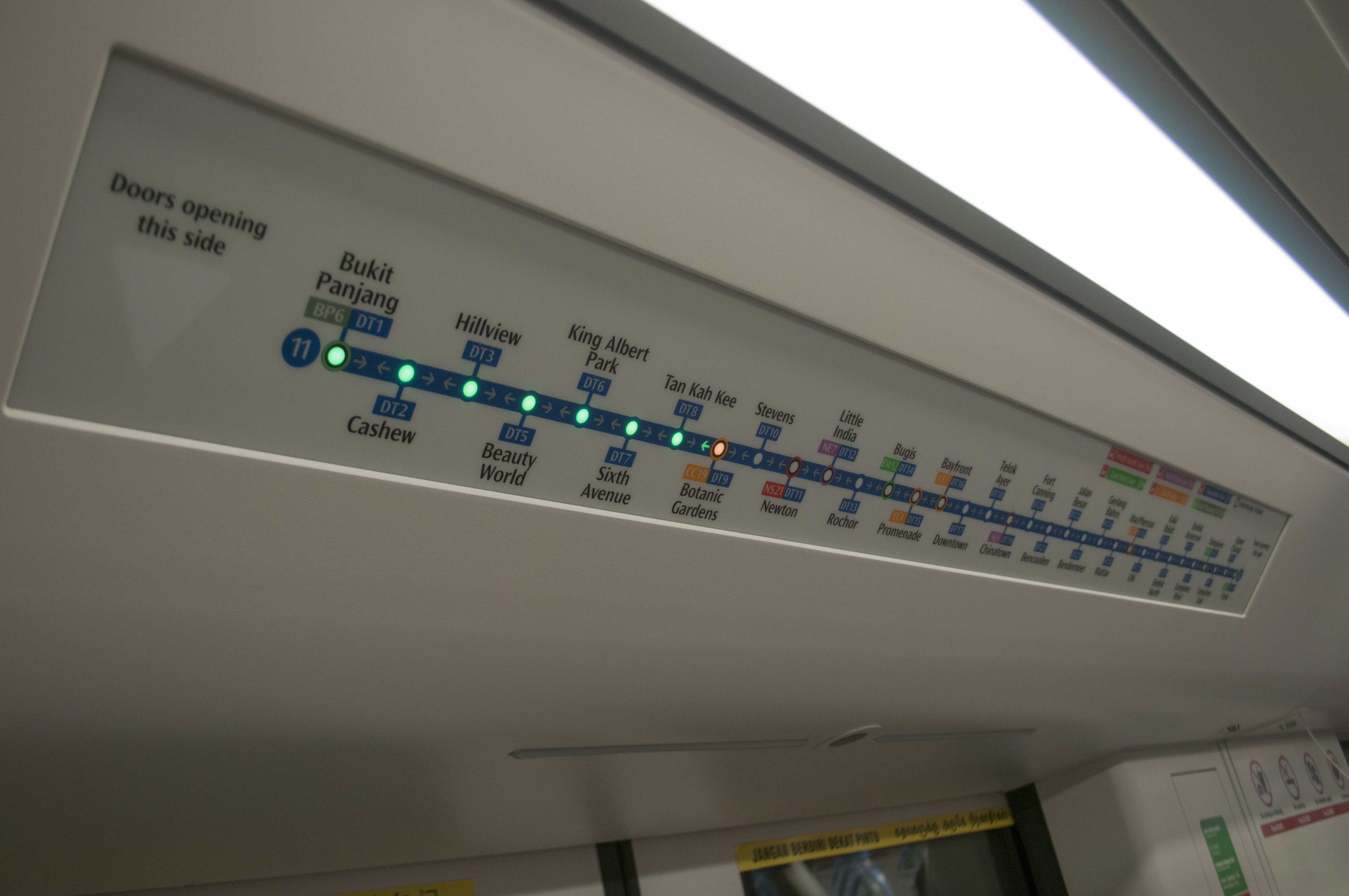
Interactief informatiesysteem op de Downtown Line

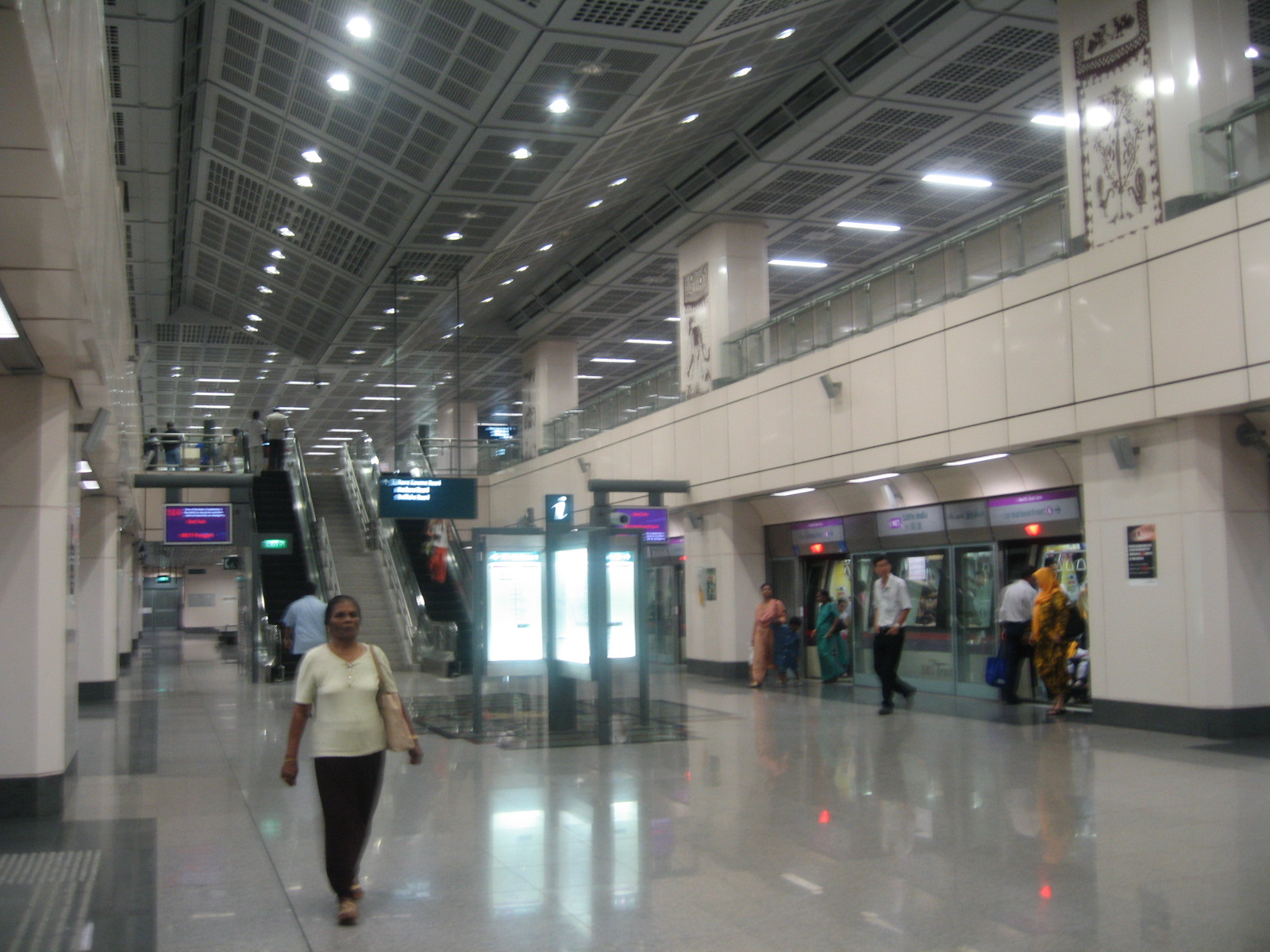
Station Little India

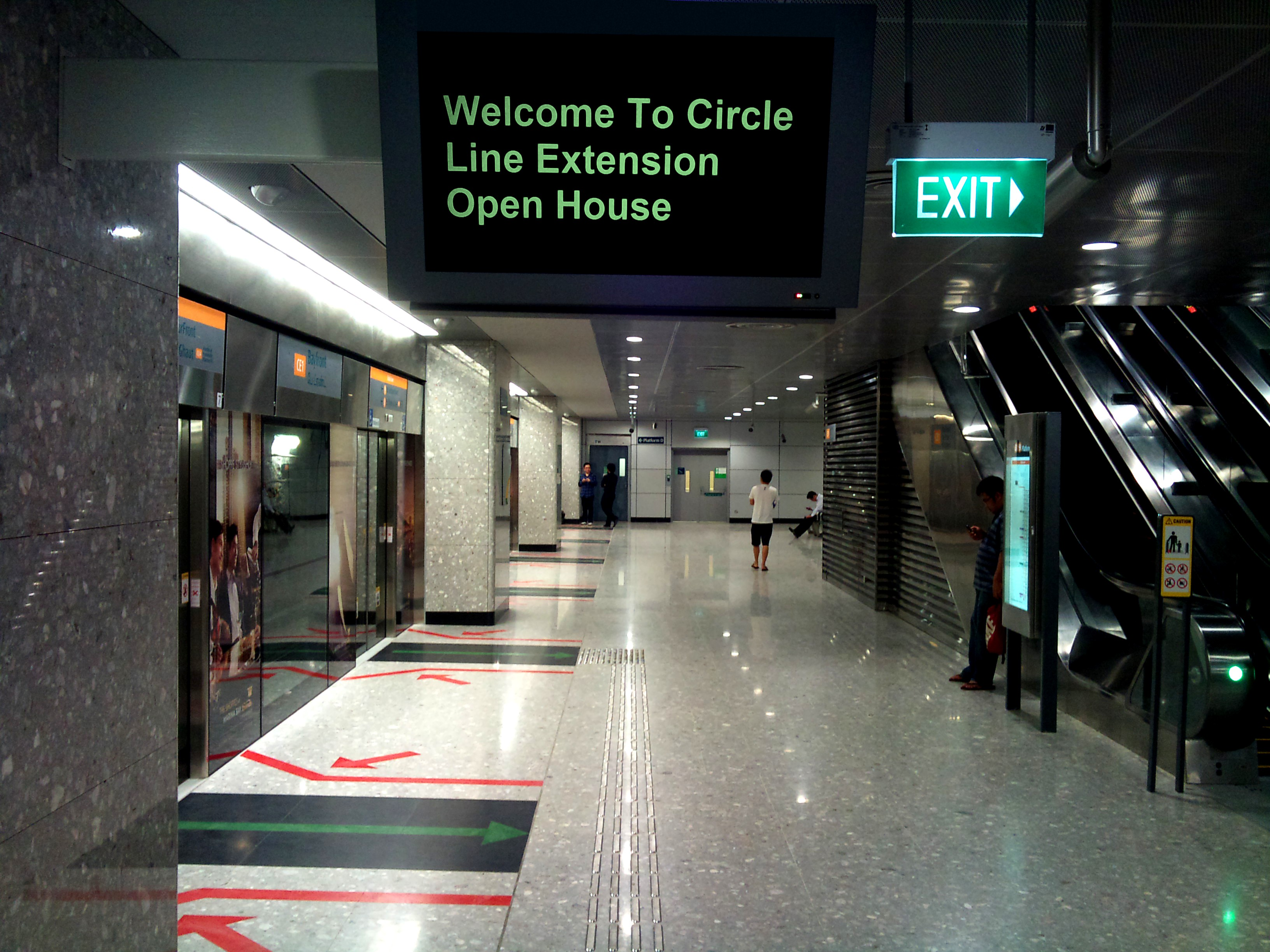
Bayfront

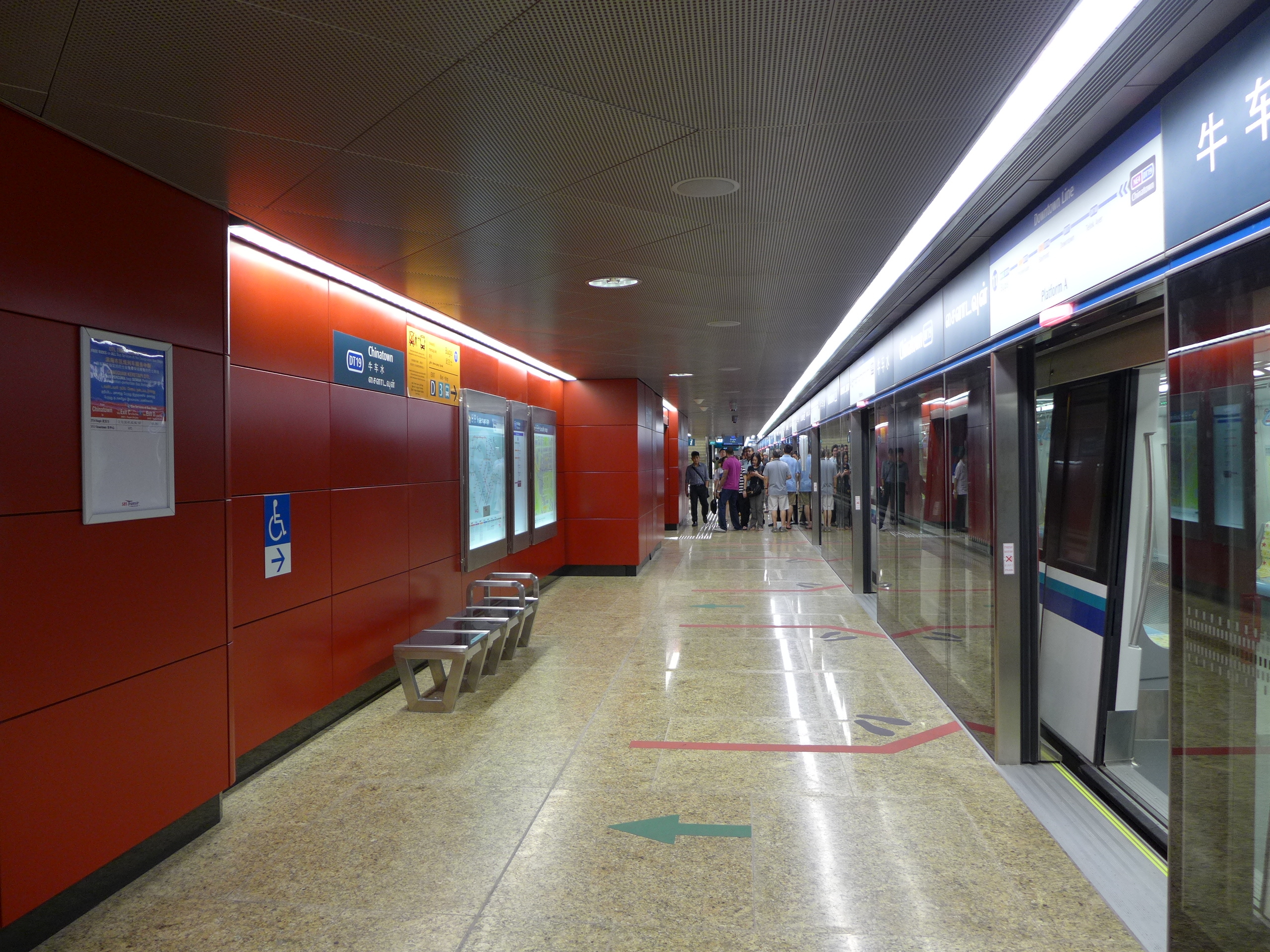
Station Chinatown

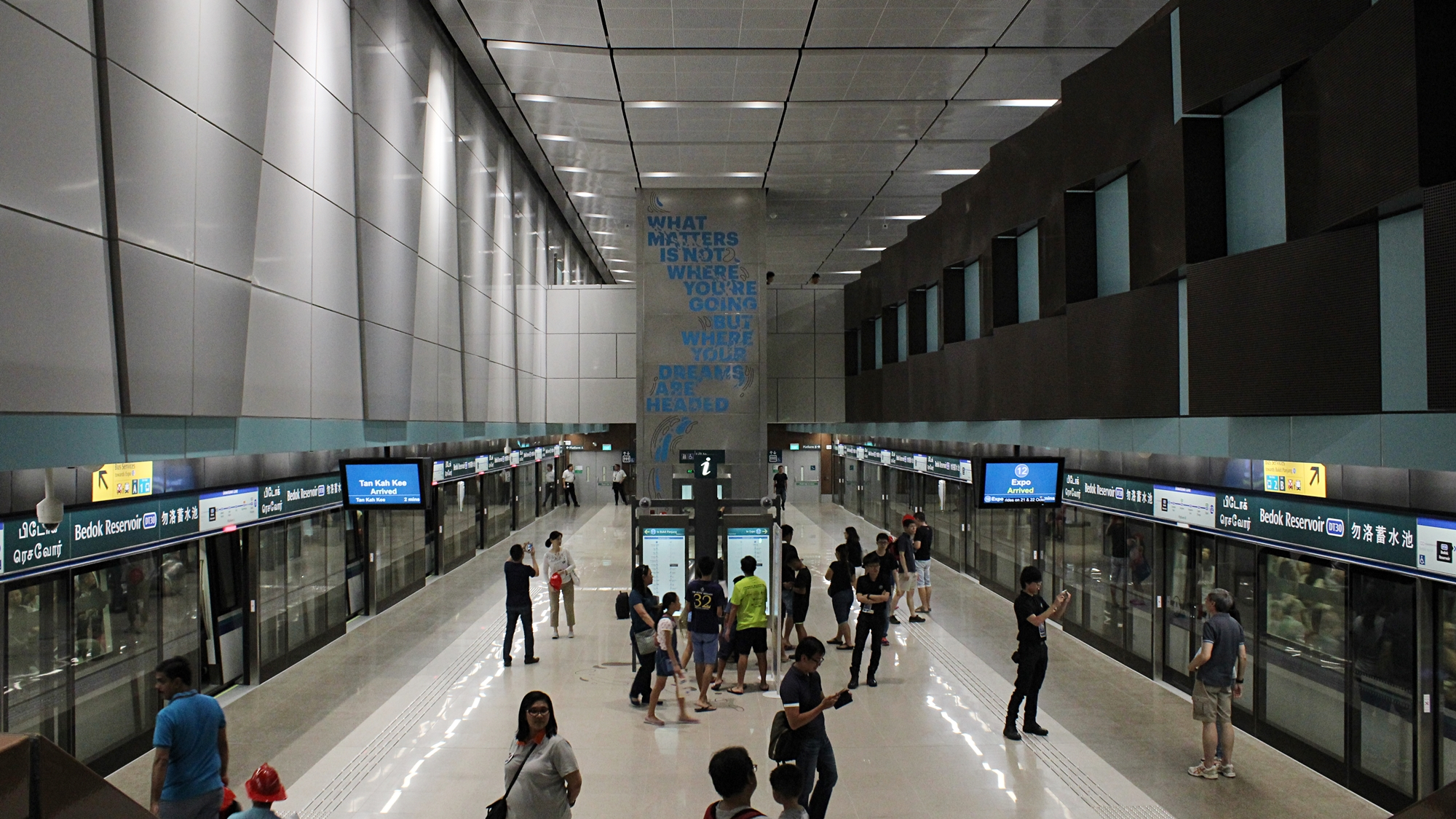
Bedok Reservoir

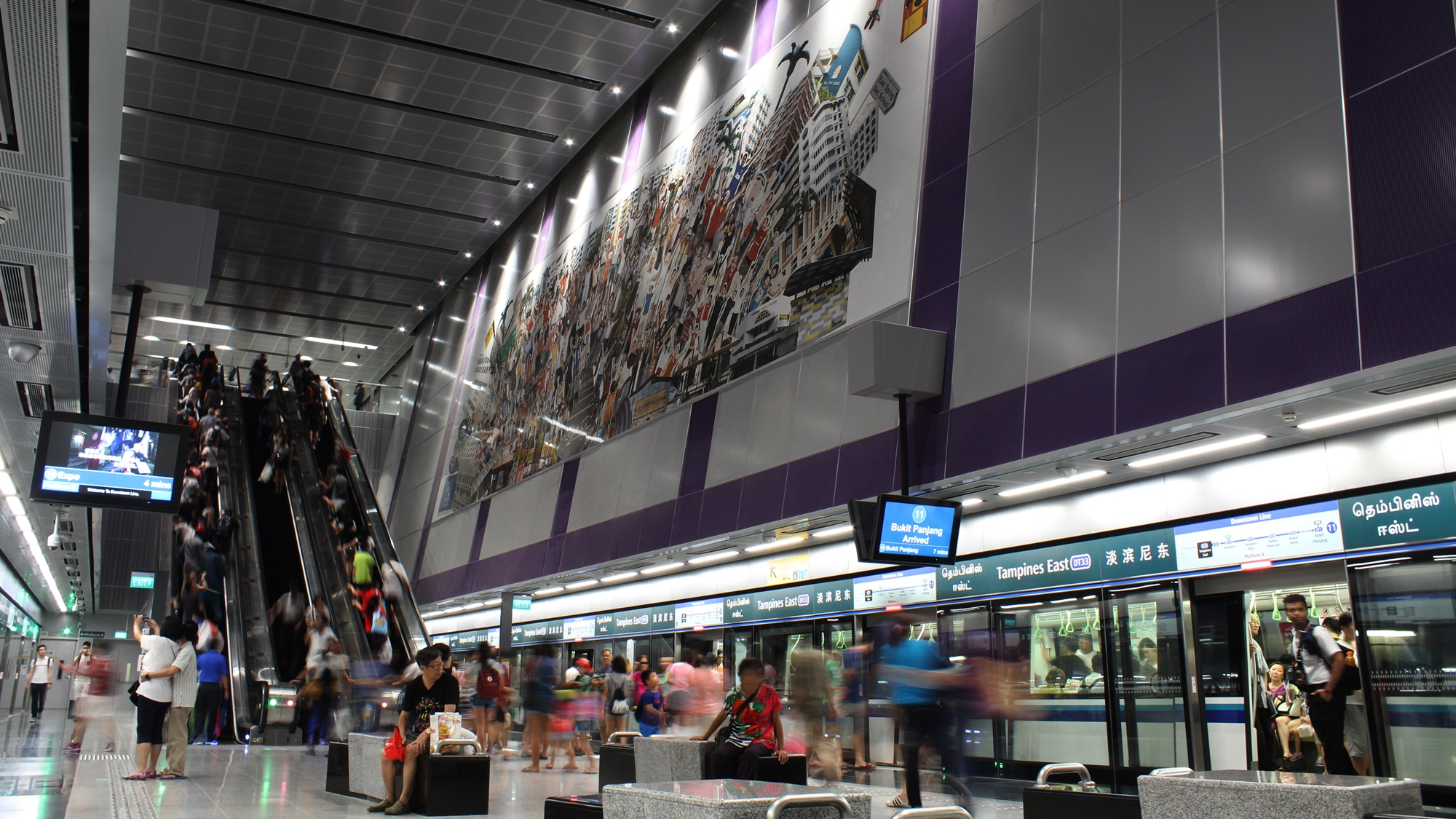
Station Tampines East

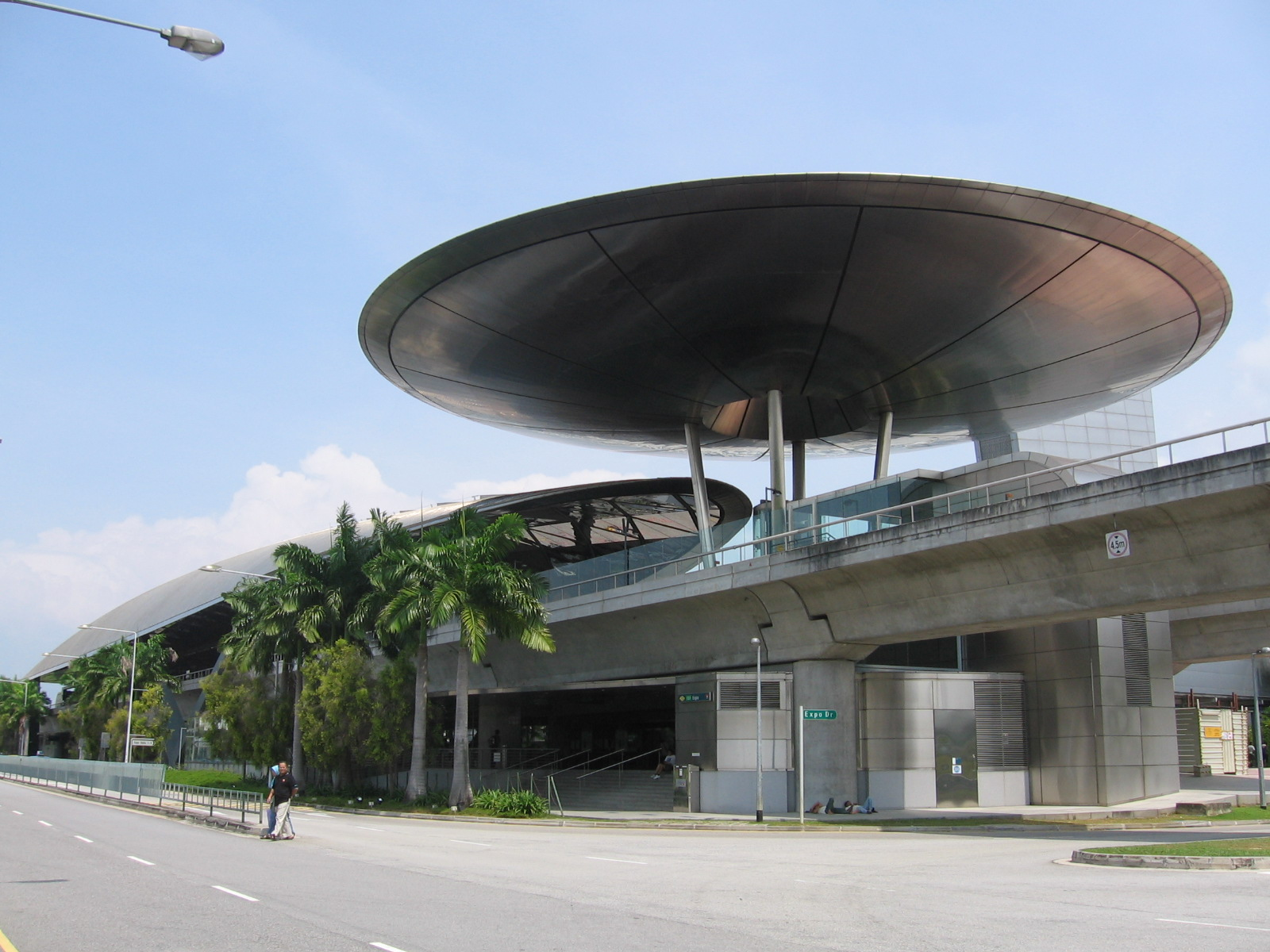
Expo

De Downtown Line (DTL) (Maleis: Laluan MRT Pusat Bandar; Mandarijn: 滨海市区地铁线; Tamil: டவுன்டவுன் எம்ஆர்டி வழி.) is een metrolijn in Singapore en onderdeel van het Mass Rapid Transit-netwerk.
De DTL is de vijfde MRT-lijn, het traject dat uiteindelijk 44 kilometer lang moet worden, loopt geheel ondergronds. De besturing van de voertuigen is geheel geautomatiseerd.

## Ontwikkeling
Nadat de eerste vier lijnen al (deels) in bedrijf waren, is op 22 december 2013 begonnen met diensten op het noordwestelijke deel van de Downtown Line. Een groot deel van de oostelijke tak (DTL3) opende voor het publiek op zaterdagochtend 21 oktober 2017. Deze zaterdag en de daarop volgende zondag kon ter kennismaking gratis gereisd worden op de DTL.
Plannen voor een Downtown Line extension, fase 3E, ook aangeduid met DTL3E, voorzien tegen 2024 een verdere verlenging van de lijn in oostelijke richting. Hierbij wordt het Changi Business Park ten zuiden van de luchthaven bedient met een nieuw station Xilin, station Sungei Bedok, wordt de nieuwe terminus van de lijn. Dit zal ook de terminus worden van de zesde metrolijn: de Thomson-East Coast Line.

## Traject
De Downtown Line is in 2017 aanzienlijk uitgebreid. Met de uitbreiding is een nieuwe verbinding gerealiseerd vanaf het station Expo nabij Internationale luchthaven Changi naar het centrum van de stad.

Het nieuwe traject loopt vooral van West naar Oost, terwijl de eerdere DTL voornamelijk een Noord-Zuid verbinding was. 
Tussen de stations Rochor en Bugis en Bencoolen en Jalan Besar kruist de DTL zichzelf. (Er is hier geen overstapmogelijkheid.)
| Station                                | Overstapmogelijkheid                                           |
| -------------------------------------- | -------------------------------------------------------------- |
| Bukit Panjang (DT1)                    | Bukit Panjang LRT                                              |
| Cashew (DT2)                           |                                                                |
| Hillview (DT3)                         |                                                                |
| (DT4)                                  | Reservering voor mogelijk toekomstig station                   |
| Beauty World (DT5)                     |                                                                |
| King Albert Park (DT6)                 |                                                                |
| Sixth Aveneu (DT7)                     |                                                                |
| Tan Kah Kee (DT8)                      |                                                                |
| Botanic Gardens (DT9)                  | Circle Line                                                    |
| Stevens (DT10)                         | Thomson-East Coast Line (vanaf 2021)                           |
| Newton (DT11)                          | North South Line                                               |
| Little India (DT12)                    | North East Line                                                |
| Rochor (DT13)                          |                                                                |
| Bugis (DT14)                           | East West Line                                                 |
| Promenade (DT15)                       | Circle Line                                                    |
| Bayfront (DT16)                        | Circle Line (Extension)                                        |
| Down Town (DT17)                       |                                                                |
| Telor Ayer (DT18)                      |                                                                |
| Chinatown (DT19)                       | North East Line                                                |
| Fort Canning (DT20)                    |                                                                |
| Bencoolen (DT21)                       |                                                                |
| Jalan Besar (DT22)                     |                                                                |
| Bendemeer (DT23)                       |                                                                |
| Gaylang Bahru (DT24)                   |                                                                |
| Mattar (DT25)                          |                                                                |
| MacPherson (DT26 / CC10)               | Circle Line                                                    |
| Ubi (DT27)                             |                                                                |
| Kaki Bukit (DT28)                      |                                                                |
| Bedok North (DT29)                     |                                                                |
| Bedok Reservoir (DT30)                 |                                                                |
| Tampines West (DT31)                   |                                                                |
| Tampines (DT32 / EW2)                  | East West Line                                                 |
| Tampines East (DT33)                   |                                                                |
| Upper Changi (DT34)                    |                                                                |
| Expo (DT35 / CG1) (voorlopig eindpunt) |                                                                |
| Xilin (DT36)                           | Onderdeel van de geplande Downtown Line extension (vanaf 2024) |
| Sungei Bedok (DT37 / TE31)             | Thomson-East Coast Line (vanaf 2024)                           |